# Adelophryne glandulata
Adelophryne glandulata es una especie de anfibio anuro de la familia Eleutherodactylidae.

## Distribución geográfica
Esta especie es endémica del estado de Espírito Santo en Brasil. Se encuentra en Santa Teresa entre los 675 y 922 m sobre el nivel del mar.

## Publicación original
- Lourenço de Moraes, Ferreira, Fouquet & Bastos, 2014: A new diminutive frog species of Adelophryne (Amphibia: Anura: Eleutherodactylidae) from the Atlantic Forest, southeastern Brazil. Zootaxa, n.º 3846, p. 348–360.[3]